# 신동파
신동파(申東坡, 1944년 9월 2일 ~ )는 대한민국의 농구 선수, 감독이다.
함경남도 안변 출생으로 휘문고등학교와 연세대학교를 졸업하고 1967년부터 실업팀 중소기업은행에서 활약했다. 1975년부터 1991년까지 장기간 여자 농구 실업팀 태평양화학 감독을 맡았다. 1970년대부터 1980년대까지 대한민국 여자 농구 국가대표팀의 코치와 감독을 맡기도 했다.
1991년부터 남자 농구로 무대를 옮겨 SBS 남자농구단의 창단 감독을 맡았으며, 현재 SBS 서울방송의 농구 해설위원과 대한농구협회 상임부회장을 맡고 있다.
신장 190cm의 그는 가공할 득점력으로 아시아 무대를 휩쓸어 한국 남자 농구의 전설로 불리고 있다. 농구의 인기가 높은 필리핀에서 열린 1969년 아시아 선수권 대회의 맹활약으로 '신동파 신드롬'을 일으켜, 아직까지도 필리핀에서는 유명 인사인 것으로 알려져 있다. 슈터라는 개념을 처음 도입한 선수로도 꼽힌다.

## 약력
- 1944년 9월 2일 함경남도 안변 출생
- 190 cm/ 90 kg
- 1962년-1974년 국가대표
- 1967년-1974년 중소기업은행
- 1975년-1991년 태평양화학 감독
- 1978년-1988년 여자농구대표팀 코치, 감독
- 1991년-1997년 SBS 감독, 총감독, 부국장
- 1997년- SBS 해설위원
- 1999년 대한농구협회 전무이사
- 2002년 대한농구협회 부회장

## 학교
- 서울수송초등학교
- 휘문중학교
- 휘문고등학교
- 연세대학교

## 출연

### 영화
- 2005년 내 생애 가장 아름다운 일주일 - 농구 해설 역 (목소리)